# Уштогай
Уштога́й (каз. Үштоғай) — село у складі Амангельдинського району Костанайської області Казахстану. Адміністративний центр Уштогайського сільського округу.
Населення — 319 осіб (2021; 291 у 2009, 603 у 1999, 914 у 1989).
У радянські часи село називалось Розсвіт.